# Palm, Inc.
Palm, Inc. era un fabricante de PDAs y teléfono inteligente con sede en Sunnyvale, California responsable de varias de las series más populares de estos productos como las series de PDAs Zire y Tungsten, los smartphones Treo, TX y el LifeDrive. Anteriores líneas de productos incluyen la Palm Pilot, Palm III, Palm V y Palm VII. Mientras que sus dispositivos más antiguos corren Palm OS Garnet, cuatro modelos Treo corren Windows Mobile. A principios de 2009 Palm anunció un nuevo sistema operativo, webOS, que sustituyó al Palm OS Garnet.
En abril de 2010, Palm fue comprada por Hewlett-Packard (HP) por 1.200 millones de dólares.
En 2013, LG compró la plataforma webOS, que ahora potencia sus televisores inteligentes.
En enero del 2014 Palm fue comprada por TCL, fabricante chino conocido por su marca Alcatel.

## Historia
Palm Computing, Inc. fue fundada en 1992 por Jeff Hawkins, quien buscó la ayuda de Donna Dubinsky y Ed Colligan, todos ellos llevaron a Palm a la invención del Palm Pilot. La empresa comienza creando el software PIM y de sincronización para una de las primeras PDA orientadas a los consumidores, la Casio Z-7000 / Tandy Zoomer. Los dispositivos fueron fabricados por Casio y comercializados por Casio y Tandy. El sistema operativo fue proporcionado por Geoworks. El Zoomer fue un fracaso comercial, pero Palm sobrevive mediante la venta de software de sincronización para dispositivos Hewlett-Packard, y el software de reconocimiento de escritura Graffiti para el Apple Newton MessagePad.
La empresa fue comprada por U.S. Robotics en 1995. En junio de 1997, Palm se convierte en subsidiaria de 3Com cuando esta compra U.S. Robotics. En junio de 1998, los fundadores descontentos por la dirección que 3Com estaba dando a la empresa, la dejaron para fundar Handspring. 
3Com convierte su subsidiaria en una sociedad anónima independiente el 1 de marzo de 2000, y comienza a cotizar en el NASDAQ con el ticker PALM. Palm Inc realiza su Oferta Pública de Venta durante la Burbuja.com y en su primer día de cotización las acciones de la nueva compañía alcanzan el precio récord de 95,06 USD. Sin embargo, la competencia y el fin de la Burbuja.com provocan que las acciones de Palm pierdan el 90% de su valor en poco más de un año. En junio de 2001 las acciones de la compañía se cotizan a 6,50 dólares, la cotización más baja de Palm en el NASDAQ hasta hoy.
En enero de 2002, Palm creó una filial para desarrollar y licenciar Palm OS, a la que llama PalmSource el 5 de febrero de 2002. Posteriormente PalmSource se separa de Palm como compañía independiente.
En agosto de 2003, la división de hardware de la compañía se fusiona con Handspring, pasando a llamarse palmOne, Inc. y cotiza con el ticker PLMO. La marca registrada Palm pasa a ser propiedad de un holding de propiedad conjunta.
En abril de 2005, palmOne compra la participación de PalmSource en la marca Palm por 30 millones de dólares. En julio de 2005, palmOne lanza su nuevo nombre y marca volviendo a ser Palm, Inc. y a cotizar de nuevo con el ticker PALM. A finales de 2005 Access Co., que se especializa en comunicaciones móviles y tecnologías de navegador web embebido, adquiere PalmSource por 324 millones de dólares.
El 4 de enero de 2006, Palm lanza el Palm Treo 700w, el primer Treo con sistema operativo Windows Mobile en una alianza con Verizon Wireless y Microsoft.
En diciembre de 2006, Palm, Inc. paga 44 millones de dólares a Access Co. por los derechos del código fuente de Palm OS Garnet. Con este acuerdo, de nuevo una sola empresa desarrolla el hardware y software de Palm. Palm puede modificar el software licenciado según sea necesario sin tener que pagar royalties a ACCESS.
En junio de 2007 Palm formó una relación estratégica con la firma de capital privado Elevation Partners que compra el 25 % de las acciones de la compañía por 325 millones de dólares. Esta inversión llega tras meses de rumores sobre la venta de Palm. El CEO de Palm Ed Colligan reconoció que "Se nos acercaron varias grandes firmas e los últimos seis meses," y "la realidad es que pensábamos que este era el mejor resultado para nuestra empresa y nuestros inversionistas."
El 18 de diciembre de 2008, Ed Colligan anuncia que la compañía dejará de desarrollar cualquier nuevo dispositivo PDA.
Palm anunció el nuevo sistema operativo Palm webOS, y el nuevo dispositivo Palm Pre el 8 de enero de 2009 en el Consumer Electronics Show de Las Vegas Se espera su lanzamiento para el primer semestre de 2009 tanto CDMA en Estados Unidos (con el operador Sptrint) como GSM en Europa y Latinoamérica (con el operador Telefónica).
En abril de 2010, se anuncia la venta de Palm Inc. a Hewlett-Packard, quedándose con el sistema operativo multitarea Palm webOS y la comercialización de los nuevos dispositivos celulares.).

## Lista de Celulares y PDAs

### Modelos actuales
- Palm Pre (3G EVDO Rev A, WiFi, Palm webOS)[12]
- HP TouchPad
- Palm Pre Plus
- Palm Pixi
- Palm Pixi Plus

### Modelos aún comercializados
- Treo 680 (GSM, Palm OS)
- Treo 700w (CDMA, Windows Mobile)
- Treo 700wx (CDMA, Windows Mobile)
- Treo 750 (GSM, Windows Mobile)
- Treo 755p (GSM, Palm OS)
- Treo 800w (CDMA, Windows Mobile)
- Palm Centro (GSM/CDMA, Palm OS)
- Palm Treo Pro (GSM, WiFi, CDMA, Windows Mobile)[13]
- TX (WiFi, Palm OS)
- Z22 (Palm OS)
- Tungsten E2 (Palm OS)

### Modelos descatalogados
- Pilot 1000
- Pilot 5000
- PalmPilot Personal
- PalmPilot Professional
- Palm III
- Palm IIIe
- Palm IIIx
- Palm IIIxe
- Palm IIIc
- Handspring Visor
- Palm V
- Palm Vx
- Palm VII
- Palm VIIx
- Palm m100
- Palm m105
- Palm m125
- Palm m130
- Palm m500
- Palm m505
- Palm m515
- Palm i705
- Tungsten T
- Tungsten T2
- Tungsten T3
- Tungsten T5
- Tungsten W
- Tungsten E
- Zire
- Zire 21
- Zire 31
- Zire 71
- Zire 72
- Handspring Treo 90
- Handspring Treo 180
- Handspring Treo 180g
- Handspring Treo 270
- Handspring Treo 300
- Treo 600
- Treo 700p
- Treo 650 (CDMA only)
- Treo 650 (GSM only)
- LifeDrive
- Palm Foleo